# Un gancho al corazón
Un gancho al corazón es una telenovela mexicana producción de Angelli Nesma Medina para Televisa. Inició el 25 de agosto de 2008 y finalizó el día 26 de junio de 2009. Adaptación mexicana de la telenovela argentina Sos mi vida con una historia original de Adrián Suar y una adaptación realizada por Juan Carlos Alcalá.
Protagonizada por Danna García y Sebastián Rulli, con las participaciones antagónicas de Laisha Wilkins, Roberto Blandón, Agustín Arana y Macaria y cuenta además con las actuaciones estelares de Raúl Araiza, Eugenia Cauduro, Margarita Magaña y los primeros actores Ana Martín, Irma Lozano, Otto Sirgo  y Eric del Castillo.

## Argumento
Valentina López, conocida como "La Monita", es una joven dulce y alegre que trabaja como boxeadora profesional, deporte que practica desde años atrás. Beto Ochoa es el entrenador y novio de la Monita, quien no hace más que presionarla para que gane sus peleas y así mantenerlo a él y a Nieves, su madre adoptiva, que la recogió cuando su madre la abandonó. En una de sus peleas, "La Monita" resulta herida de una mano y debe alejarse del ring hasta que se recupere, pero gracias al carácter flojo de Beto, Valentina debe buscar trabajo para mantener a su novio y suegra.
En otra parte de la ciudad está el Grupo Sermeño, una empresa inmobiliaria propiedad de Mauricio Sermeño, un expiloto y campeón de autos de carreras que decide retirarse y dedicarse a formar una familia. Mauricio es novio de Constanza, una mujer materialista y egoísta, pero él está convencido de que ella es la mujer de su vida aún a pesar de que le molesta un poco su carácter. 
Valentina, con la ayuda de sus mejores amigas, Estrella y Paula, va a pedir empleo como secretaria al Grupo Sermeño. Allí tiene un enfrentamiento con Gabriela, el pilar de Grupo Sermeño, que tiene todo bien organizado y está enamorada de Salvador, mano derecha de Mauricio.
Entristecida, "La Monita" es expulsada de Grupo Sermeño, pero a la salida conoce a Mauricio y los dos se siente atraídos mutuamente. Mauricio, que está completamente convencido del gran corazón, honesto y responsable de Valentina, le da empleo como su secretaria. Cada día aumenta la atracción que sienten el uno hacia otro y que deben ocultar, ya que ambos están comprometidos. Además, "La Monita" debe guardar celosamente el secreto de su verdadera profesión. 
Mauricio, deseoso de formar una familia, decide adoptar tres hermanos huérfanos: Aldo, Luisa y Dani; sin embargo, la noticia resulta devastadora para Jerónimo, primo de Mauricio, y la propia Constanza. Los niños se encariñan mucho con Valentina, que se vuelve su mejor amiga. Eso le confirma a Mauricio que es la mujer de su vida.
Constanza, Jeronimo y Óscar, un empleado desleal de Grupo Sermeño, unirán fuerzas para echar de la vida de Mauricio a Valentina y a los niños . Por otra parte, "La Monita" está convencida del amor que siente hacia Mauricio pero no quiere lastimar a Beto. Sin embargo, este, que ahora se dedica a la lucha libre con el apodo de "El Fantasma Vengador", se mete con Constanza, quien comienza a sentir una gran atracción hacia él.

## Elenco
- Danna García - Valentina López, la Monita
- Sebastián Rulli - Mauricio Sermeño
- Laisha Wilkins - Constanza "Conny" Lerdo de Tejada Moncada, la Momia
- Raúl Araiza Herrera - Roberto "Beto" Ochoa
- Ana Martín - Nieves Ochoa
- Macaria - Isabel López
- Eric del Castillo - Marcos Lerdo de Tejada
- Margarita Magaña - Estrella Falcón
- Roberto Blandón - Óscar Cárdenas Villavicencio
- Otto Sirgo - Salvador Ulloa
- Eugenia Cauduro - Gabriela "Gaby" Palacios
- Úrsula Prats - Jacqueline Moncada
- Agustín Arana - Jeronimo Sermeño
- Verónica Jaspeado - Ximena Sermeño de Klunder
- Alex Sirvent - Rolando Klunder
- Ricardo Margaleff - Arnoldo Klunder
- Lorena Enríquez - Paula Méndez
- Miguel Ángel Biaggio - Cristián Bermúdez
- Norma Herrera - Alicia Rosales
- Pablo Valentín - Tano
- Irma Lozano - Teresa García
- Raúl Padilla "Chóforo" - Don César
- Felipe Sánchez - Iván García
- Ricardo Abarca - Aldo Hernández / Aldo Sermeño Lerdo de Tejada
- Renata Notni - Luisa Hernández / Luisa Sermeño Lerdo de Tejada
- Nicole Casteele - Daniela "Danny" Hernández / Daniela "Danny" Sermeño Lerdo de Tejada
- Lucia Zerecero - Katia Lerdo de Tejada Moncada
- Susana Lozano - Lorenza de Ulloa
- Ricardo Fastlicht - Lic. Marcos Bonilla
- Alejandro de la Madrid - Ricardo
- Carlos Ignacio - Mario
- Edgardo Eliezer - El Costeño
- Xavier Ortiz - Lalo Mora
- Martha Ofelia Galindo - Bruja Bartola
- Manuel Ojeda - Don Hilario Ochoa
- Karla Álvarez - Regina
- Aldo Gallardo - Hector
- Roberto Tello - Andi
- Luis Javier Duhart "Luja" - Andrés Rivadeneira
- Jose Luis Resendez - Fausto Buenrostro
- Manuel "Flaco" Ibáñez - Dr. Lefort
- Juan José Origel - Él mismo
- Angelli Nesma - Ella misma
- Sergio Mayer - Fernando de la Rosa
- Octavio López Arriola "El Cibernético" - Él mismo
- Carmen Becerra - Flora
- Jorge De Silva - El Lobo
- Luis Uribe - Jairo
- Jaime Lozano - Jimmy
- Malillany Marín - Anastasia
- Raquel Pankowsky - Bernarda
- Teo Tapia - Dr. Perales
- Juan Carlos Serrán - Edgar
- Luis Manuel Ávila - Padre Abad

## DVD
El Grupo Televisa lanza a la venta en formato DVD sus novelas.

## Premios y nominaciones

### Premios TVyNovelas 2010
| Categoría                  | Persona                                | Resultado |
| -------------------------- | -------------------------------------- | --------- |
| Mejor actor protagónico    | Sebastián Rulli                        | Nominado  |
| Mejor actor coestelar      | Raúl Araiza                            | Ganador   |
| Mejor dirección de cámaras | Armando Zafra                          | Nominado  |
| Mejor tema musical         | "Un gancho al corazón" por Playa Limbo | Nominado  |

### Premios ACE2010
| Categoría   | Persona         | Resultado |
| ----------- | --------------- | --------- |
| Mejor Actor | Sebastián Rulli | Ganador   |

### TV Adicto Golden Awards
| Año  | Categoría                       | Nominado      | Resultado |
| ---- | ------------------------------- | ------------- | --------- |
| 2008 | Mejor actor en papel secundario | Raúl Araiza   | Ganador   |
| 2008 | Mejor dirección de cámaras      | Armando Zafra | Ganador   |

## Versiones
- Un gancho al corazón es la adaptación de "Sos mi vida", telenovela argentina producida por Pol-ka Producciones en 2007 para el Canal 13. Esta mantuvo siempre un alto índice de audiencia durante su transmisión. Fue protagonizada por Natalia Oreiro, Facundo Arana y Carla Peterson como Constanza. Consecuentemente, para esta nueva versión, los personajes originales fueron modificados y sus perfiles reescritos.